# KiCad
KiCad est une suite logicielle libre de conception pour l'électronique pour le dessin de schémas électroniques et la conception de circuits imprimés. KiCad est publié sous licence GNU GPL.

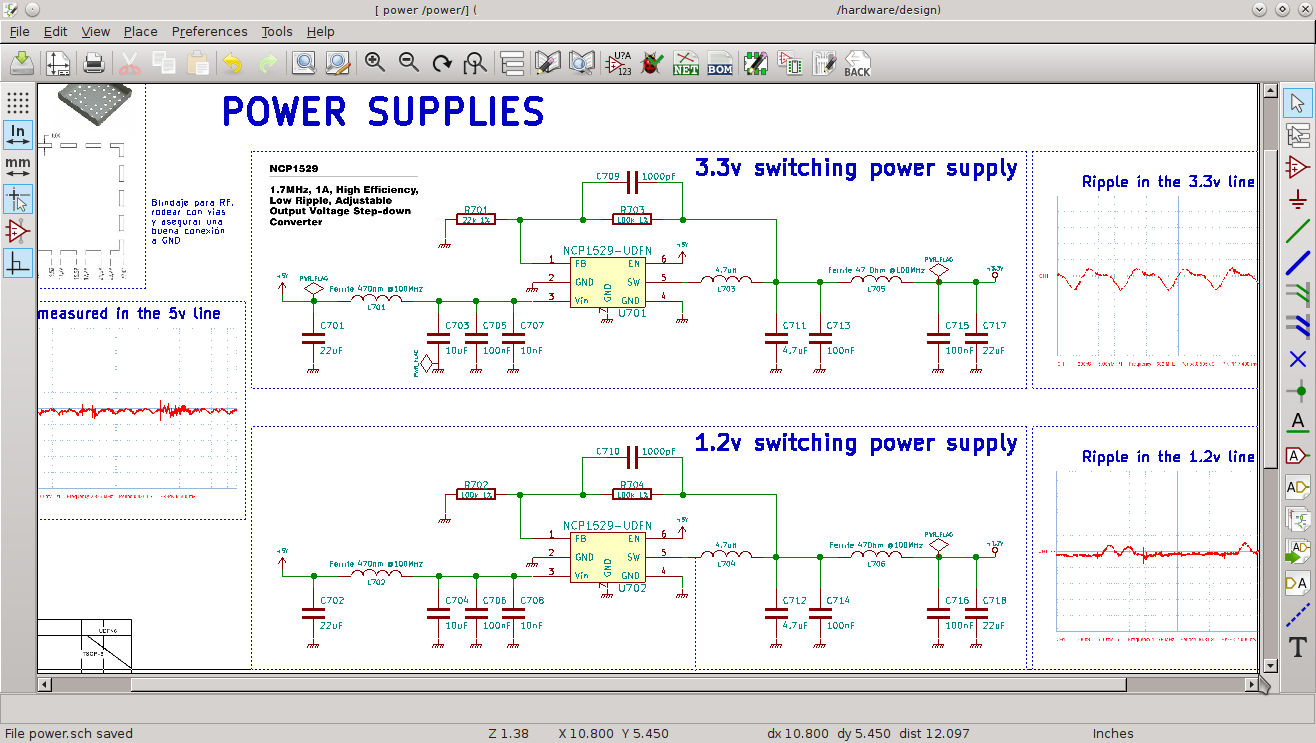
Éditeur de schéma Eeschema de KiCad

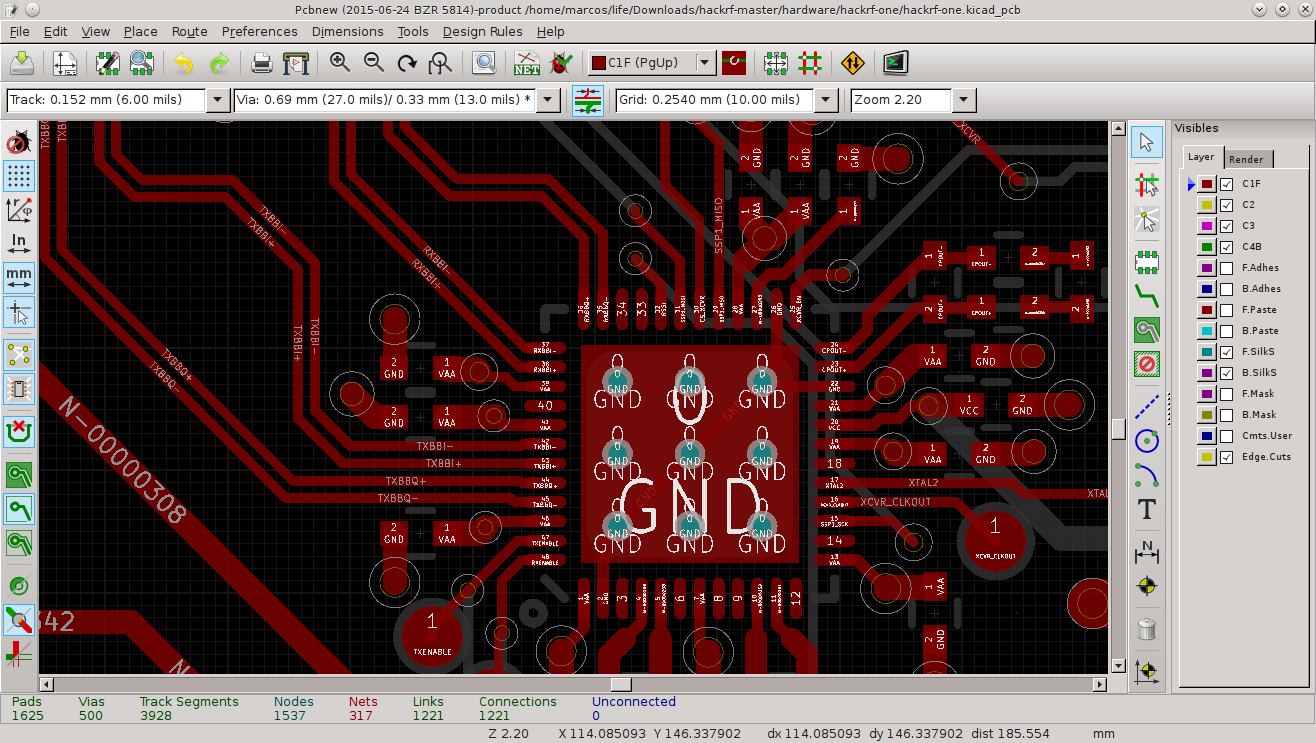
Conception de circuit imprimé avec Pcbnew de KiCad for layout design

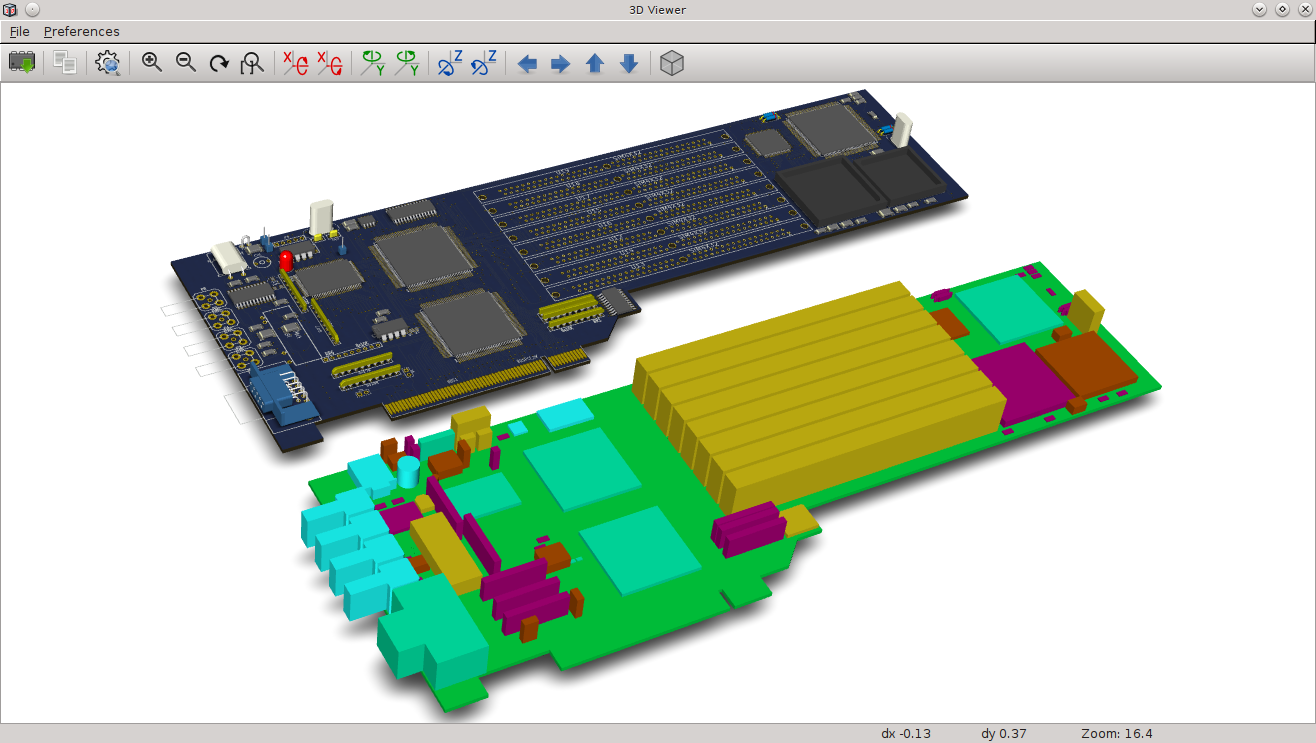
Fonctionnalités VRML et IDF de 3D Viewer

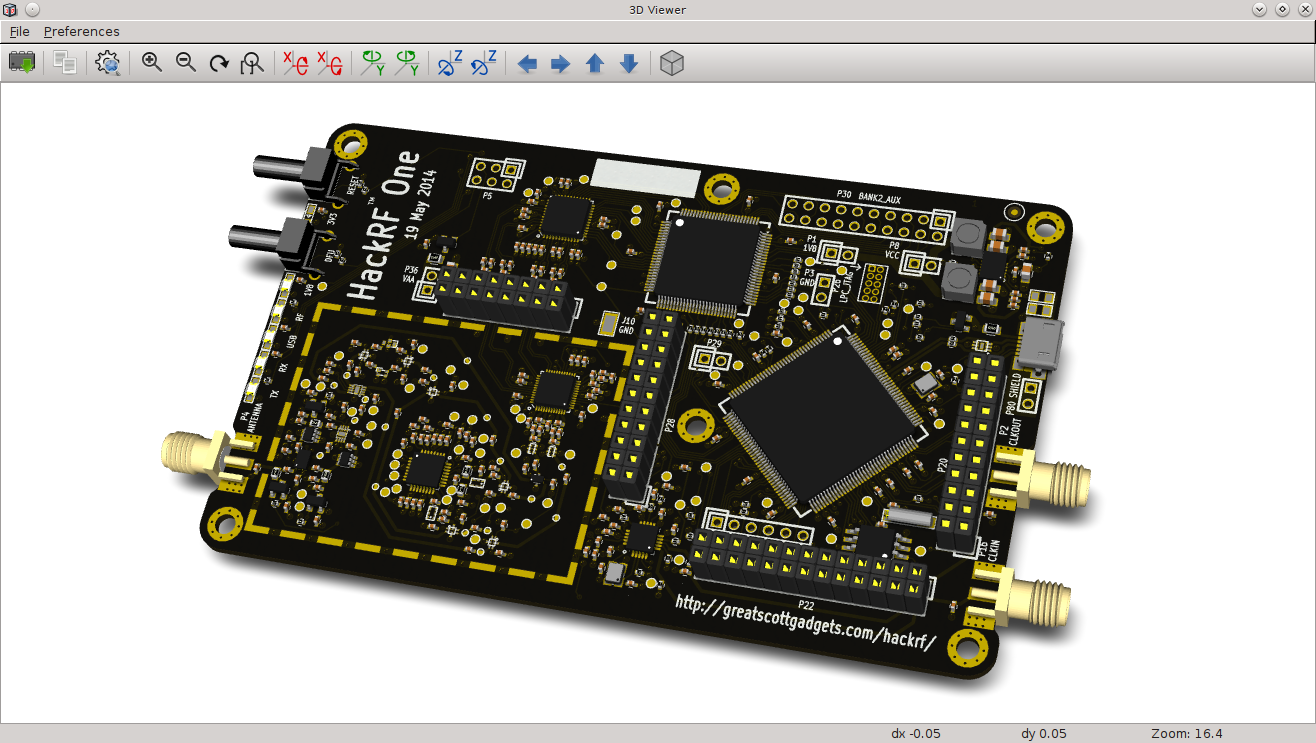
Vue 3D dans Kicad.

## Genèse du projet
KiCad a été créé en 1992 par Jean-Pierre Charras quand il était à l'IUT de Grenoble. Le nom Kicad vient de la première lettre d'une entreprise d'un ami de Jean-Pierre Charras en combinaison avec le terme CAD (de l'anglais Computer Aided Design, soit conception assistée par ordinateur ou CAO). À l'origine, KiCad était une collection de programmes d'électroniques ayant pour but qu'ils interagissent. A l'origine, les outils principaux étaient EESchema, PCBnew, un visualiseur de gerber, et un calculateur d'électronique. 

## Composants logiciels
KiCad est composé des logiciels suivants :
- Kicad : le gestionnaire de projets ;

- Eeschema : l'éditeur de schémas ;

- Pcbnew : l'éditeur de circuits imprimés ;

- Cvpcb : l'utilitaire de sélection des empreintes physiques des composants utilisés dans le schéma ;

- Gerbview : le visualiseur de fichier  Gerber ;

- Pcbcalculator : outil d'aide à la conception qui permet de calculer des résistances et largeurs de pistes...

## Fonctionnalités
KiCad est un logiciel multi-plateforme. Il utilise la bibliothèque graphique libre wxWidgets. Il permet de réaliser toutes les étapes nécessaires à la conception d'un circuit imprimé : réalisation du schéma électronique, association des empreintes de composants, routage, export au format Gerber.
La visualisation 3D : il est possible de visualiser une réalisation en 3 dimensions.
À partir de 2013, le CERN développe un nouveau routeur interactif de type push and shove pour KiCad. Ce routeur permet d'améliorer considérablement la productivité pour router des circuits complexes. Il est intégré dans la branche officielle de KiCad à partir de la révision 4874.
Il supporte des objets 3D et, depuis la version 5.0 sortie le 22 juillet 2018, comporte des visualiseurs pour les formats STEP et IGES. Ses bibliothèques d'objets comportent également des cartes courantes telles que l'Arduino ou la Raspberry Pi.
Depuis la version 5.1.0, il supporte les scripts Python 3, « Pcbnew ».